# Savior (film)
Savior è un film del 1998, diretto da Predrag Antonijević, con protagonisti Dennis Quaid, Stellan Skarsgård, Nastassja Kinski e Nataša Ninković, ambientato nella Guerra di Bosnia a metà degli anni novanta.

## Trama
Joshua è un militare statunitense che serve all'ambasciata americana a Parigi. Appena dopo aver salutato la moglie e il figlio in un bar, due autobomba fanno saltare il locale in aria uccidendo entrambi, atto probabilmente di terroristi islamici. Accecato dall'odio, il militare prende un'arma e si dirige nella prima moschea che trova uccidendo tutti i presenti. Dopo un po' di tempo si arruola, con il nuovo nome di Guy, dapprima nella Legione Straniera francese, quindi nell’esercito della Repubblica Serba di Bosnia come mercenario che combatte contro i musulmani bosniaci nella Guerra di Bosnia.
Dopo aver vissuto e partecipato ad azioni di guerra ed atrocità, incontra Vera, una donna serba fatta prigioniera dai soldati bosniaci e liberata per mezzo di uno scambio di ostaggi. La donna, figlia di un comandante amico di famiglia del soldato Goran, è rimasta incinta e quest'ultimo tenta subito di ucciderla poiché, per una legge non scritta, avrebbe dovuto suicidarsi piuttosto che essere violentata, ma viene fermato da Guy che lo fredda prima che possa fare del male alla donna. Immediatamente dopo nasce il bambino e Guy decide di portare Vera dalla sua famiglia con il neonato. Il padre, però, alla vista del nipote frutto di uno stupro, decide di cacciarla di casa insieme al bambino.
Guy quindi si fa carico di entrambi, intenzionato a portarli in un campo profughi. Ben presto, però, si ritrovano a dover fuggire dal padre e dal fratello di Vera, mandati dal padre di Goran per ucciderli dopo la scoperta della morte del figlio. Una volta scovati, il padre non ha il coraggio di uccidere la figlia e la lascia andare. Vera, però, vuole ritornare dalla sua famiglia, ma appena tornati al villaggio assistono alla devastazione operata dai miliziani musulmani bosniaci e alla cattura dei suoi familiari. Guy, impotente, decide di dirigersi verso Spalato, città presidiata dall'ONU. Sulla via Guy, Vera e il bambino trovano rifugio nella casa di un anziano croato e della sua moglie serbo-bosniaca. L'uomo ricorda a Joshua che "prima della guerra non c'era alcuna differenza, mentre ora sono tutti impazziti".
Trascorsa la notte, i tre riprendono il loro viaggio. In un posto che ritengono sicuro Guy e Vera decidono di dividersi: Guy resterà con il bambino a riposare nel relitto di una barca abbandonata sulla riva di un lago, mentre Vera va alla ricerca di un autobus per Spalato. Vera, però, viene catturata da membri del Consiglio di difesa croato, insieme ad altri civili. I prigionieri vengono portati di fronte al lago dove Guy è nascosto. Un croato quindi procede con lo spaccare il cranio di alcuni prigionieri inginocchiati in acqua, inclusa Vera, con un martello. I restanti vengono fucilati. Guy ancora una volta assiste a una scena di violenza senza poter fare nulla, anzi, per non fare in modo che i croati lo scoprano, cerca di bloccare il pianto del bambino stringendolo a sé tanto forte da farlo soffocare, ma subito dopo è in grado di farlo respirare nuovamente.
In ogni caso Guy riesce a raggiungere un autobus che lo porta a Spalato, dove lascia la neonata in un veicolo non sorvegliato della Croce Rossa, con un biglietto con su scritto "Vera". Dopodiché si dirige verso un molo dove getta via il suo fucile e il mirino e collassa su una panchina. Una donna che era con lui sull'autobus gli si avvicina con la bambina tra le braccia, offrendogli aiuto. Dopodiché, alla domanda della donna se la bambina fosse sua Guy risponde di sì e la donna promette di portare entrambi all'ospedale.

## Personaggi
- Joshua Rose/Guy, interpretato da Dennis Quaid: un soldato americano che dopo la morte della moglie e del figlio decide di vendicarsi sui musulmani finché l'incontro con Vera e le atrocità della guerra non gli fanno cambiare idea.
- Vera, interpretata da Nataša Ninković: una giovane ragazza serbo-bosniaca rimasta incinta dopo le violenze subite dai soldati musulmani bosniaci. Dapprima rifiuta il figlio che le è nato, ma poi si convincerà di tenerlo.
- Goran, interpretato da Sergej Trifunović: un giovane soldato serbo-bosniaco violento e spregiudicato.
- Maria Rose, interpretata da Nastassja Kinski: la moglie di Joshua. Muore subito durante l'attentato.